# Rajd Spa
Rajd Spa (Spa Rally) – organizowany od 2015 roku rajd samochodowy z bazą w belgijskim mieście Spa. Odbywa się on na asfaltowych trasach. Odbywał się w marcu, ostatni w grudniu. Od czasu inauguracji rajd ten jest jedną z eliminacji mistrzostw Belgii. Także od roku 2020 stanowi jedną z eliminacji mistrzostw Europy.

## Zwycięzcy[1]
| Rok  | Nazwa rajdu              | Kierowca         | Pilot           | Samochód          | Kategoria |
| ---- | ------------------------ | ---------------- | --------------- | ----------------- | --------- |
| 2015 | 1. Spa Rally 2015        | Freddy Loix      | Johan Gitsels   | Škoda Fabia S2000 | BKR       |
| 2016 | 2. Spa Rally 2016        | Freddy Loix      | Johan Gitsels   | Škoda Fabia R5    | BKR       |
| 2017 | 3. Herock Spa Rally 2017 | Benoît Allart    | Kevin Fernandez | Škoda Fabia R5    | BKR       |
| 2018 | 4. Herock Spa Rally 2018 | Adrian Fernémont | Samuel Maillen  | Škoda Fabia R5    | BKR, LUX  |
| 2019 | 5. Herock Spa Rally 2019 | Cédric Cherain   | Pierre Sibille  | Škoda Fabia R5    | BKR       |
| 2020 | 6. Herock Spa Rally 2020 |                  |                 |                   | BKR, ERC  |

- BKR – Rajdowe Mistrzostwa Belgii (Belgisch kampioenschap rally)
- LUX – Rajdowe Mistrzostwa Luksemburga
- ERC – Rajdowe Mistrzostwa Europy